# باشگاه فوتسال حافظ ساری
باشگاه فوتسال حافظ ساری (این تیم در اوایل تأسیس با نام پوشاک حافظ ساری فعالیت داشت). این تیم در اولین فصل حضورش در لیگ برتر به لیگ یک سقوط کرد و در فصل ۰۴-۱۴۰۳ این تیم به امیدشهر ساری تغییر نام داد و در پایان نیم‌فصل اول لیگ دسته یک ، این تیم انصراف داد و منحل شد.

## بازیکنان
| #  | موقعیت    | نام               | ملیت  |
| -- | --------- | ----------------- | ----- |
| ۱  | دروازه‌بان | سعید ترابیده      | ایران |
| ۳  |           | طاها مرتضوی       | ایران |
| ۴  |           | امیرحسین رسولی    | ایران |
| ۵  |           | فرزاد رعیت        | ایران |
| ۶  |           | سجاد رنجبر        | ایران |
| ۸  |           | امیرحسین اسماعیلی | ایران |
| ۹  |           | سالار رزم پوش     | ایران |
| ۱۱ |           | محمد هاشمی        | ایران |
| ۱۲ |           | امیرحسین رنگرز    | ایران |
| ۱۳ |           | مجتبی علیزاده     | ایران |
| ۱۴ |           | آرش خلیل پور      | ایران |
| ۱۶ |           | علی اکبر حسین پور | ایران |
| ۱۸ |           |                   |       |